# Fernando Muslera
Néstor Caféen Fernando Muslera Micol (spansk udtale: [feɾˈnando musˈleɾa], født 16. juni 1986) er en uruguayansk fodboldspiller som spiller som målmand for Estudiantes og det uruguayanske landshold.

## Baggrund
Muslera blev født i Buenos Aires i Argentina men hans forældre var dog fra Uruguay.

## Karriere

### Uruguay
Muslera startede sin professionelle fodbold karriere for Montevideo Wanderers, hvor han kom gennem klubbens ungdomsafdeling. Efter imponerende præstationer for Wanderers, valgte det uruguayanske storhold Nacional at tilbyde ham et lejeophold, formentlig for at kigge nærmere på spilleren. Efter hjemkomsten til Montevideo, og et succesrigt lejeophold med gode præstationer, begyndte han at tiltrække sig opmærksomhed fra Europæiske klubber. Lazio var et af de europæiske hold der var interreseret i ham, og de endte også med at snuppe ham i 2007.

### Lazio
Lazio underskrev med Muslera i august 2007 for ca. €3 millioner. Han fik sin debut for SS Lazio|Lazio i en 3-1 sejr hjemme mod Cagliari den 16. september 2007, og startede yderligere 4 kampe i træk inde, hvor den sidste var en katastrofal præstation i Lazio's 1-5 hjemme tab til Milano den 7. oktober, en kamp, hvor han tog fejl på fire af de fem mål Lazio har erkendt. Efter den præstation mod Milano så han sig selv sidde på bænken hvor 44-årige Marco Ballotta afløste ham. Han var andet valg for resten af sæsonen, så han fik kun yderligere 4 liga kampe og ingen i UEFA Champions League. Han har dog spillet alle Lazio's resterende Coppa Italia kampe, hvor han leverede gode præstationer.
Muslera startede som anden-valg i 2008-09 sæsonen efter Lazio købte Juan Pablo Carrizo, men blev dog igen første-valg i januar 2009 efter en række dårlige præsentationer af Carrizo, kombineret med konflikter med træneren.

### Galatasaray S.K.
Den 19. juli 2011 meddelte Galatasaray officielt at der var underskrevet med Fernando Muslera der kom fra Lazio på en 5-årig kontrakt mens han var i landsholdstrup i Copa América med Uruguay. Transferren omfattede at Lorik Cana skiftede, i den anden vej til Lazio, mens Galatasaray også betalte €6,75 mio. til Muslera's tidligere klub, Montevideo Wanderers som ejede 50% af hans spiller rettigheder. Den samlede værdi af hans transfer menes derfor at ligge i omegnenen af €12 millioner, hvilket gør Muslera på det tidspunkt den dyreste målmand der er blevet købt i Tyrkiet og den femte dyreste målmand nogensinde. Muslere ville tjene €2 millioner om året.